# Бирюса (Иркутская область)
Бирюса́ — село в Тайшетском районе Иркутской области России. Административный центр Бирюсинского муниципального образования.

## География
Село находится на расстоянии примерно 10 км к северо-западу от города Тайшет, административного центра района.

## Население
| 2002 | 2010 | 2011 | 2012 | 2013 | 2014 | 2015 |
| ---- | ---- | ---- | ---- | ---- | ---- | ---- |
| 658  | ↘561 | ↘559 | ↗565 | ↗570 | ↘543 | ↘509 |
| 2016 | 2017 |      |      |      |      |      |
| ↗514 | ↗537 |      |      |      |      |      |

### Половой состав
По данным Всероссийской переписи, в 2010 году в селе проживал 561 человек (270 мужчин и 291 женщина).

## Известные уроженцы
- Бурлов, Николай Ананьевич (1883—1927) — один из руководителей советских партизанских отрядов в Сибири во время Гражданской войны.